# Haplochromini
Gli Haplochromini (Poll, 1986) sono una tribù di ciclidi della sottofamiglia Pseudocrenilabrinae. Questo gruppo include il genere Haplochromis insieme con un certo numero di generi strettamente correlati, come Aulonocara, Astatotilapia, e Chilotilapia. Si tratta di specie endemiche dell'Africa orientale e meridionale. Un nome comunemente utilizzato in un contesto scientifico è ciclidi dell'Africa Orientale, perché sebbene non siano ristretti a quella regione, ne costituiscono la tribù di ciclidi dominante. Questa tribù è stata estesamente studiata da Ethelwynn Trewavas, che ha prodotto varie revisioni sull'argomento nel 1935 e nel 1989, all'inizio e al termine della sua carriera di ittiologa. Anche oggi, numerose nuove specie vengono descritte ogni anno.

## Descrizione
Hanno generalmente colorazioni particolarmente brillanti: inoltre maschi e femmine sono spesso marcatamente dicromatici.

## Biologia

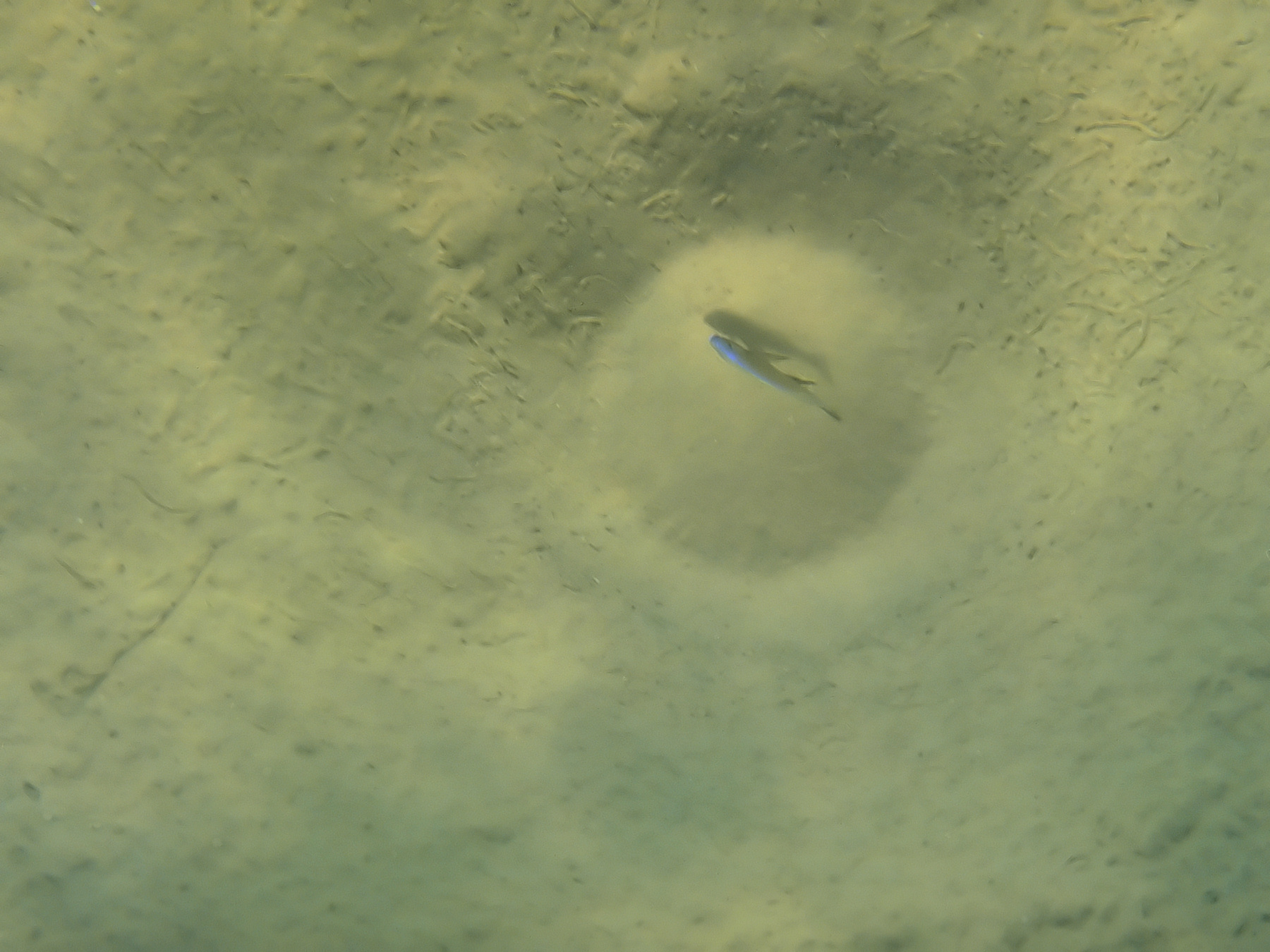
Maschio di Copadichromis (probabilmente C. azureus) che sorveglia il proprio nido, nel Lago Malawi

Molti Haplochromini hanno un comportamento particolarmente interessante (per esempio i ciclidi incubatori orali come l'Astatotilapia burtoni o le imboscate "dormienti" dei Nimbochromis).

## Distribuzione e habitat
Nei Grandi laghi africani è avvenuta un'impressionante radiazione adattativa degli Haplochromini.
Gli Haplochromini abitano sia i fiumi sia i laghi, ma sono le specie lacustri quelle che sono state maggiormente studiate per lo "sciame di specie" che formano in alcuni laghi più grandi, come il Lago Malawi.
La rete alimentare del Lago Vittoria è stata completamente sconvolta nella seconda metà del ventesimo secolo, dopo che il Persico del Nilo (Lates niloticus) fu introdotto nel lago. Tra gli haplochromini che vi si trovavano, molti si sono estinti, e un certo numero di altre specie sopravvivono solo negli acquari. Un genere monospecifico, Hoplotilapia, sembra essersi completamente estinto, perlomeno in natura.

## Tassonomia
Gli Haplochromini erano in passato considerati come la sottofamiglia Haplochrominae. Tuttavia, la grande varietà dei ciclidi pseudocrenilabrinae africani non è certamente monofiletica senza di essi, e perciò essi vengono oggi considerati come una tribù che ne fa parte. Essi includono tuttavia il genere principale della sottofamiglia, Pseudocrenilabrus. Poiché le tribù tassonomiche sono trattate come i generi per ragioni di nomenclatura biologica secondo l'ICZN, Haplochromis è considerato il genere principale di questa tribù, e non il genere (descritto in seguito) Pseudocrenilabrus, sebbene il nome di tribù Pseudocrenilabrini fosse stato proposto prima.
Poiché molti Haplochromini, in particolare le specie attualmente collocate nel genere Haplochromis, stanno in relazioni non chiare, il numero e la validità dei generi di cui questa tribù si compone è soggetto a cambiamenti. L'introgressione ibrida sta ostacolando seriamente gli studi di filogenesi molecolare di questo gruppo di specie.
- Maschio di Ciclide di Livingston (Nimbochromis livingstoni)
- Femmina di Mbuna Blu (Labeotropheus fuelleborni)
- Femmina di Mbuna Dorato (Melanochromis auratus)

La tribù comprende i seguenti generi:
- Abactochromis M. K. Oliver & Arnegard, 2010
- Alticorpus Stauffer & McKaye, 1988
- Aristochromis Trewavas, 1935
- Astatoreochromis Pellegrin, 1904
- Astatotilapia
- Aulonocara
- Buccochromis
- Caprichromis
- Champsochromis
- Cheilochromis
- Chetia
- Chilotilapia
- Copadichromis
- Corematodus
- Ctenochromis
- Ctenopharynx
- Cyathochromis
- Cyclopharynx
- Cynotilapia
- Cyrtocara
- Dimidiochromis
- Diplotaxodon
- Docimodus
- Eclectochromis
- Exochochromis
- Fossorochromis

- Genyochromis
- Gephyrochromis
- Haplochromis
- Hemitaeniochromis
- Hemitilapia
- Hoplotilapia  (estinto?)
- Iodotropheus
- Konia
- Labeotropheus
- Labidochromis
- Lethrinops
- Lichnochromis
- Lithochromis
- Macropleurodus
- Maylandia/Metriaclima
- Mbipia
- Mchenga
- Melanochromis
- Mylochromis
- Naevochromis
- Neochromis
- Nimbochromis
- Nyassachromis
- Orthochromis
- Otopharynx
- Pallidochromis

- Paralabidochromis
- Petrotilapia
- Pharyngochromis
- Placidochromis
- Protomelas
- Pseudocrenilabrus
- Pseudotropheus
- Pundamilia
- Pungu
- Pyxichromis
- Rhamphochromis
- Sciaenochromis
- Schwetzochromis
- Serranochromis
- Stigmatochromis
- Stomatepia
- Taeniochromis
- Taeniolethrinops
- Thoracochromis
- Tramitichromis
- Trematocranus
- Tyrannochromis

Due particolari ciclidi vengono talvolta classificati tra gli Haplochromini: si tratta dei generi monospecifici Etia e Myaka. Ma più spesso il primo è considerato incertae sedis nei Pseudocrenilabrinae, mentre il secondo è collocato nei Tilapiini.

## Acquariofilia
Per le loro colorazioni brillanti questi pesci sono molto popolari negli acquari. Sono spesso aggressivi, e richiedono parametri ambientali unici, così da renderli generalmente inadatti ai principianti, o a vasche che racchiudano molte specie. Gli acquariofili utilizzano alcuni nomi informali per riferirsi agli Haplocromini: di solito, vengono chiamati haplos, haps, o happies. Termini più specifici sono mbuna ("che stanno fra i sassi") e utaka ("cacciatori che vagano liberi"), due termini Bantu per questi due gruppi ecologici.
Gli acquariofili tendono a classificare gli Haplocromini in quattro gruppi:
- Specie fluviali, e specie endemiche dei Grandi Laghi del nord, come il Lago Kivu e il Lago Vittoria
- Mbuna, endemici del Lago Malawi
- Utaka, e altre specie non-mbuna endemiche del Lago Malawi
- Specie endemiche del Lago Tanganica